# Manuel Jiménez Jiménez
Manuel "Manolo" Jiménez Jiménez (Arahal, 26 januari 1964) is een Spaans voetbalcoach en voormalig voetballer.

## Spelerscarrière
Jiménez werd geboren in Arahal in de Spaanse provincie Sevilla. Hij maakte in het seizoen 1983/84 zijn debuut in het eerste elftal van Sevilla FC. Hij speelde zijn hele carrière bij Sevilla, op één seizoen bij Real Jaén in de herfst van zijn spelerscarrière na.
Jiménez maakte op 12 oktober 1988 zijn debuut voor Spanje in een vriendschappelijke interland tegen Argentinië in Sevilla. Twee jaar later selecteerde bondscoach Luis Suárez hem voor het WK 1990. Jiménez kwam op de wereldbeker in actie in de eerste groepswedstrijd tegen Uruguay en in de achtste finale tegen Joegoslavië.

## Trainerscarrière

### Sevilla FC
Jiménez begon zijn trainerscarrière bij Sevilla FC, waar hij van 2000 tot 2007 trainer was van het B-elftal. In zijn eerste seizoen leidde hij de club van de Tercera División naar de Segunda División B, in 2007 promoveerde hij met Sevilla B zelfs naar de Segunda División A. Op 27 oktober 2007 kreeg hij zijn kans als trainer van het eerste elftal na het ontslag van Juande Ramos. Jiménez leidde de club van de middenmoot naar een vijfde plaats en werd groepswinnaar in de Champions League, waarna de club in de achtste finale sneuvelde tegen Fenerbahçe SK. In zijn eerste volledige seizoen als hoofdtrainer van Sevilla werd hij zelfs derde in de Primera División.
In het seizoen 2009/10 leidde hij de club naar de finale van de Copa del Rey door onder andere in de achtste finale het FC Barcelona van Pep Guardiola uit te schakelen. Jiménez haalde die finale uiteindelijk niet, want op 24 maart 2010 werd hij ontslagen na de recente 3 op 15 in de competitie en de uitschakeling door CSKA Moskou in de achtste finale van de Champions League. Zijn opvolger Antonio Álvarez Giráldez versloeg in de bekerfinale Atlético Madrid met 2-0.

### AEK Athene (I)
Op 7 oktober 2010 volgde Jiménez de ontslagen Dušan Bajević op bij AEK Athene. Jiménez eindigde derde met de club uit de hoofdstad, weliswaar met 23 punten minder dan kampioen Olympiakos Piraeus. AEK Athene won dat seizoen wel de Beker van Griekenland door in de finale met 3-0 te winnen van Atromitos FC. Het was de eerste bekerzege in negen jaar voor de club. Op 5 oktober 2011 werd het contract van Jiménez in onderling overleg ontbonden, hoewel AEK toen in het spoor van leider Olympiakos Piraeus liep.

### Real Zaragoza
Op 31 januari 2011 ging Jiménez aan de slag als trainer van Real Zaragoza, waar hij de vervanger werd van Javier Aguirre. Zaragoza, waar toen onder andere Ivan Obradović  stond toen laatste in de Primera División. Jiménez slaagde er pas op de laatste speeldag in om Zaragoza uit de degradatiezone halen: na een 0-2-zege tegen Getafe CF eindigde Zaragoza alsnog op een veilige zestiende plaats. Het seizoen daarop stond Zaragoza een groot deel van het seizoen op een niet-degradatieplek, maar na een 0 op 9 op de drie laatste speeldagen eindigde Zaragoza uiteindelijk laatste. Enkele weken na de degradatie vertrok Jiménez bij de club.

### Al-Rayyan
Op 4 november 2013 ging Jiménez na AEK Athene met het Qatarese Al-Rayyan een tweede buitenlandse uitdaging aan. Jiménez degradeerde in zijn eerste seizoen uit de Qatari League met de club, maar loodste de club meteen weer naar de hoogste divisie. Onder zijn opvolger Jorge Fossati werd Al-Rayyan een jaar later kampioen van Qatar.

### AEK Athene (II)
Een dikke vijf jaar na zijn vertrek uit Athene begon Jiménez op 19 januari 2017 aan zijn tweede periode bij AEK Athene. De Spanjaard zorgde in de competitie voor een remonte: onder zijn leiding klom AEK van de zevende naar de vierde plaats, waarna het in de UEFA-playoffs het tweede ticket voor de Champions League veroverde. Daar sneuvelde AEK meteen tegen CSKA Moskou, maar in de Europa League herpakte de club zich door in de laatste voorronde Club Brugge uit te schakelen en zo voor het eerst in zes jaar nog eens een Europese groepsfase te spelen. AEK overleefde een groep met AC Milan, Austria Wien en HNK Rijeka, maar werd in de knock-outfase meteen uitgeschakeld door Dynamo Kiev. In de competitie schreef Jiménez dan weer geschiedenis door AEK voor het eerst in 24 jaar nog eens de landstitel te schenken. Na afloop van het seizoen verliet Jiménez, die in Griekenland werd uitgeroepen tot Trainer van het jaar, de club een tweede maal nadat de onderhandelingen om zijn aflopende contract te verlengen op niets uitdraaiden.

### UD Las Palmas
Vrijwel meteen na zijn tweede vertrek bij AEK Athene kon Jiménez aan de slag bij UD Las Palmas, dat net uit de Primera División was getuimeld. Toen de ambitieuze club na 14 speeldagen slechts zesde stond in de Segunda División A, werd Jiménez bedankt voor bewezen diensten.

### AEK Athene (III)
Op 6 februari 2019 kondigde AEK Athene aan dat Jiménez tot het einde van het seizoen zou overnemen als trainer van de club. Jiménez nam de club over van zijn opvolger Marinos Ouzounidis toen ze derde stond en finishte uiteindelijk zelf als derde. Op het einde van het seizoen vertrok Jiménez voor de derde keer bij de club.

### Al-Wahda FC
Op 17 oktober 2019 werd Jiménez de nieuwe trainer van Al-Wahda FC uit de Verenigde Arabische Emiraten.